# Římskokatolická farnost Hodušín
Římskokatolická farnost Hodušín je od 31. prosince 2019 zaniklým územním společenstvím římských katolíků v rámci táborského vikariátu českobudějovické diecéze.

## O farnosti

### Historie
Hodušín byl v letech 1291–1455 v majetku pražského biskupství (později arcibiskupství). V roce 1343 je ve vsi doložena plebánie. Za třicetileté války místní duchovní správa zanikla. Od roku 1624 byl Hodušín přifařen k Jistebnici. V roce 1787 byla zde zřízena lokálie, ze které byla roku 1858 vytvořena samostatná farnost.
Farnost zanikla k 31. prosinci 2019 sloučením. Před jejím zánikem byli jejími správci:
- 2007–2009 P. Mgr. Konstantin Petr Mikolajek O.Praem.
- 2009–2011 P. Peter Josef Kučera O.Praem., administrátor excurrendo z farnosti Milevsko v píseckém vikariátu[2]
- 2011–2015 P. Mgr. Mikuláš Selvek O.Praem.
- 2015–2019 P. Jindřich Jan Nepomuk Löffelmann OPraem.[3]
- od 2019 R.D. Ing. Mgr. Pavel Němec, DiS.

### Současnost
Bývalá hodušínská farnost je od 1. ledna 2020 součástí farnosti Jistebnice v  táborském vikariátu.
| Kostel                         | Místo    | Bohoslužba             | Bohoslužba                      | Poznámka                     |
| ------------------------------ | -------- | ---------------------- | ------------------------------- | ---------------------------- |
| Kostel svatého Václava         | Hodušín  | sobota                 | 15.15 zimní čas 16.15 letní čas | filiální, dříve farní kostel |
| Kaple svatého Jana Nepomuckého | Radihošť | neslouží se pravidelně | neslouží se pravidelně          | obecní kaple                 |
| Kaple                          | Vlksice  | neslouží se pravidelně | neslouží se pravidelně          | obecní kaple                 |